# II. János Ádám liechtensteini herceg
II. János Ádám, teljes nevén németül: Johannes Adam Ferdinand Alois Josef Maria Marko d’Aviano Pius von und zu Liechtenstein (Zürich, 1945. február 14. –) a Liechtensteini Hercegség uralkodó fejedelme, Troppau és Jägerndorf hercege, Reitberg grófja. II. Ferenc József herceg (1906–1989) és Georgina hercegné (1921–1989) fia.

## Élete
Keresztapja XII. Piusz pápa volt. Öt testvérével együtt a vaduzi fejedelmi várban nőtt fel. Egy helyi általános iskolába járt, s csatlakozott a vaduzi cserkészcsapathoz. 1956-tól a bécsi Schottengymnasium tanulója volt, mint azelőtt az apja. 1960-ban átkerült a zuozi gimnáziumba, ahol 1965-ben letette a svájci és a német érettségit is. Ezután gyakornokként dolgozott egy londoni bankban, majd megkezdte üzleti és gazdasági tanulmányait a Sankt Gallen-i Egyetemen, ahol 1969-ben diplomázott. 1984-ben apja kinevezte régensherceggé, majd halála után 1989-ben átvette az uralkodást. Vezetése alatt Liechtenstein csatlakozott az ENSZ-hez és az EGT-hez.

## Uralkodói jogállása
A liechtensteini hercegnek széles körű hatalmat biztosít a 2003-ban megtartott népszavazás, amivel jóváhagyták a herceg által kezdeményezett alkotmánymódosítást. Mindezek ellenére az új jogelosztásban a hercegnek már nincs joga megvétózni az elfogadott törvényeket. Ezen kívül itt döntöttek arról, ha valamelyik körzet ki akar válni az államból, akkor ezt megteheti. A herceg bejelentette, ha a referendumon feltett kérdések elbuknak, akkor lemond, és családjával együtt Ausztriába költözik. Az ellenzéki Mario Frick volt miniszterelnök tiltakozása ellenére a feltett kérdések mindegyikére igent mondott a lakosság.
2004. augusztus 15-én a mindennapi ügyek intézésének a jogát átruházta fiára, Alajos liechtensteini trónörökösre, azonban János Ádám maradt az államfő.

## Személyes vagyona
János Ádámé az LGT bankcsoport, valamint személyes vagyona 2 milliárd angol font. Kiterjedt művészeti gyűjteménnyel rendelkezik, ennek egy részét rendszeresen kiállítják Vaduzban és Bécsben. Jelenleg Európa egyik leggazdagabb embere. 

## Magánélete
János Ádám anyanyelve a német, de folyékonyan beszél angolul, franciául és olaszul.
1967. július 30-án elvette Marie Aglaë Kinsky von Wchinitz und Tettau grófnőt (1940. április 14. – 2021. augusztus 21.).
Gyermekeik:
- Alajos herceg, trónörökös (1968. június 11. –)
- Maximilian Nikolaus Maria (1969. május 16. –)
- Constantin Ferdinand Maria (1972. március 15. –)
- Tatjana Nora Maria (1973. április 10. –)

A herceg a K.D.St.V. Nordgau Prag Stüttgart, egy katolikus tanulókból álló egyesület tiszteletbeli, valamint a Cartellverband der katholischen deutschen Studentenverbindungen rendes tagja.
| Előző uralkodó: II. Ferenc József | Liechtenstein hercege 1989 – hivatalban | Következő uralkodó: hivatalban |

## Külső hivatkozások
- Az uralkodócsalád hivatalos oldala

## Fordítás
- Ez a szócikk részben vagy egészben  a   Hans-Adam II, Prince of Liechtenstein című angol Wikipédia-szócikk fordításán alapul.  Az eredeti cikk szerkesztőit annak laptörténete sorolja fel. Ez a jelzés csupán a megfogalmazás eredetét és a szerzői jogokat jelzi, nem szolgál a cikkben szereplő információk forrásmegjelöléseként.